# Wiener Montag (1947–1969)
Der Wiener Montag war eine vom 10. März 1947 bis zum 30. April 1969 erscheinende Wiener Montagszeitung.
Das rechtsbürgerlich ausgerichtete Blatt übernahm den Titel einer 1945–46 von der französischen Besatzungsmacht herausgegebenen Montagszeitung, Chefredakteur der Anfangszeit war Maximilian Reich. Es zeichnete sich durch relativ ausführliche Kulturberichterstattung konservativer Tendenz aus. So widmete das Blatt Thomas Bernhards Staatspreisrede vom 4. März 1968, die zum Eklat mit Minister Theodor Piffl-Percevic führte, eine empörte Glosse, die letztlich zur breiteren Diskussion des Themas führte. Der Wiener Montag wird auch in Studien, die den Antisemitismus nach 1945 betreffen, kritisch genannt.

## Weblink
- Von der Österreichischen Nationalbibliothek digitalisierte Ausgaben: Wiener Montag (online bei ANNO).